# Villalón-Passage
Die Villalón-Passage (spanisch Paso Villalón, englisch Villalon Passage) ist eine schmale Meerenge im Archipel der Südlichen Shetlandinseln. Sie verläuft zwischen Barrientos Island im Norden sowie Dee Island und Sierra Island im Süden.
Chilenische Wissenschaftler benannten sie 1998 nach Luis Pardo Villalón (1882–1935), Kapitän des Dampfschiffes Yelcho, mit dem die 22 auf Elephant Island gestrandeten Teilnehmer der Endurance-Expedition (1914–1917) des britischen Polarforschers Ernest Shackleton gerettet wurden.